# Yahoo! Music
Yahoo Music (Yahoo Музыка) — музыкальный сервис компании Yahoo!, включающий интернет-радио, музыкальные видеоклипы, новости, информацию о музыкантах и оригинальный движок.

## История
Yahoo Music начинался как сайт и журнал «LAUNCH», компании LAUNCH Media который Yahoo приобрел в 2001 году за for $12 миллионов долларов. LAUNCH поменял название на «Yahoo Music», а потом в феврале 2005 года стал просто «Y! Music». Такие сервисы LAUNCH как интернет-радио и просмотр видеоклипов стали частью сайта Yahoo наряду с биографиями музыкантов и обширной коллекцией музыки.

## Услуги
Yahoo Music предлагает следующие сервисы:
- Биографии музыкантов, музыкальные видеоклипы и тексты песен
- Живые выступления — эксклюзивные записи концертов топ-артистов
- Официальное освещение премии Grammy Awards
- Pepsi Smash на Yahoo Music — видеоинтервью, выступления и реалити-фрагменты
- Play — идентификатор музыки
- Who’s Next — голосование слушателей за новых музыкантов
- Yahoo Music Jukebox
- Yahoo! Music Radio (бывший LAUNCHcast) (Контент iHeartRadio)
- Yahoo Music Unlimited сервис подписки и скачивания

## Тексты песен
Yahoo Music предоставляет официальные тексты песен.